# Bustrofedon

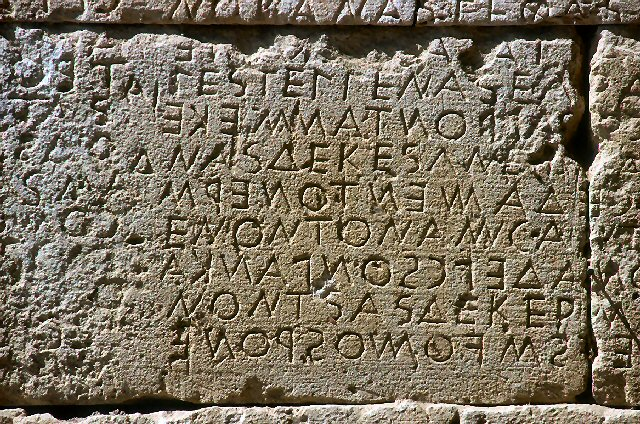
Bustrófedon.

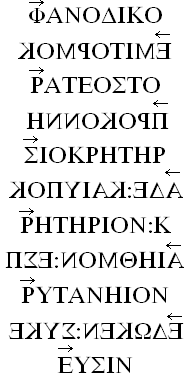
Antiguo texto griego escrito en bustrófedon.

Bustrófedon, bustrofedon o bustrofedón (en griego: βουστροφηδόν, de ‘buey’ y ‘turno, giro’) designa al tipo de escritura o al modo de escribir que consiste en redactar alternativamente un renglón de izquierda a derecha y el siguiente de derecha a izquierda o viceversa (popularmente, «serpiente»). Aparece en muchas inscripciones arcaicas, entre ellas las griegas o las hititas. De hecho, era una forma común de escribir sobre piedra en la antigua Grecia, lo que se hizo cada vez menos frecuente en el período helenístico. 

## Etimología
La voz proviene del término grave latino bustrofēdon (bustrofédon), y este del término agudo griego βουστροφηδόν (boustrofedón):
- βου (bou) o βοῦς (bous): ‘buey’
- στροφή (strofée): ‘vuelta’ o ‘giro’, στρέφειν (stréfein): ‘dar la vuelta’ y
- δον (don): sufijo adverbial.

Se refiere a la semejanza de esta manera de escribir con la trayectoria formada en las tierras de labor con el arado tirado por bueyes. A pesar de que la palabra griega es un adverbio, en español este vocablo se suele usar como parte de la locución adverbial «[escrito] en bustrófedon».

## Acentuación ambigua
El Diccionario panhispánico de dudas sostiene que la acentuación esdrújula («bustrófedon») surge de la tendencia a hacer esdrújulas muchas palabras cultas.

## Bustrofedon inverso
Así como el bustrofedon convencional se basa en la redacción empezada de derecha a izquierda y, la siguiente, de izquierda a derecha; también encontramos el bustrofedon inverso, en el que la segunda línea se encuentra girada 180°, permaneciendo la dirección de la redacción de izquierda a derecha.

## Ejemplos de inscripciones en bustrofedon

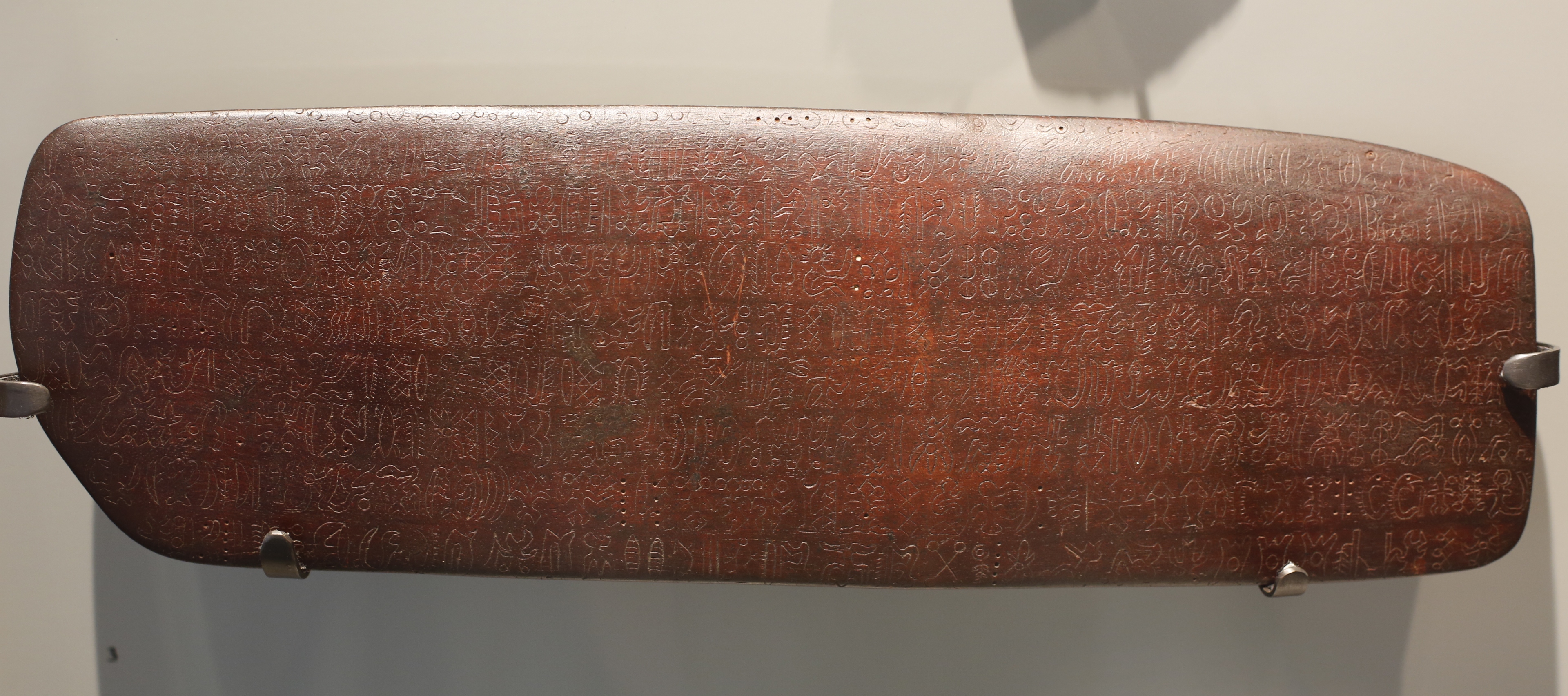
Escritura jeroglífica de la isla de Pascua (Rongo rongo).

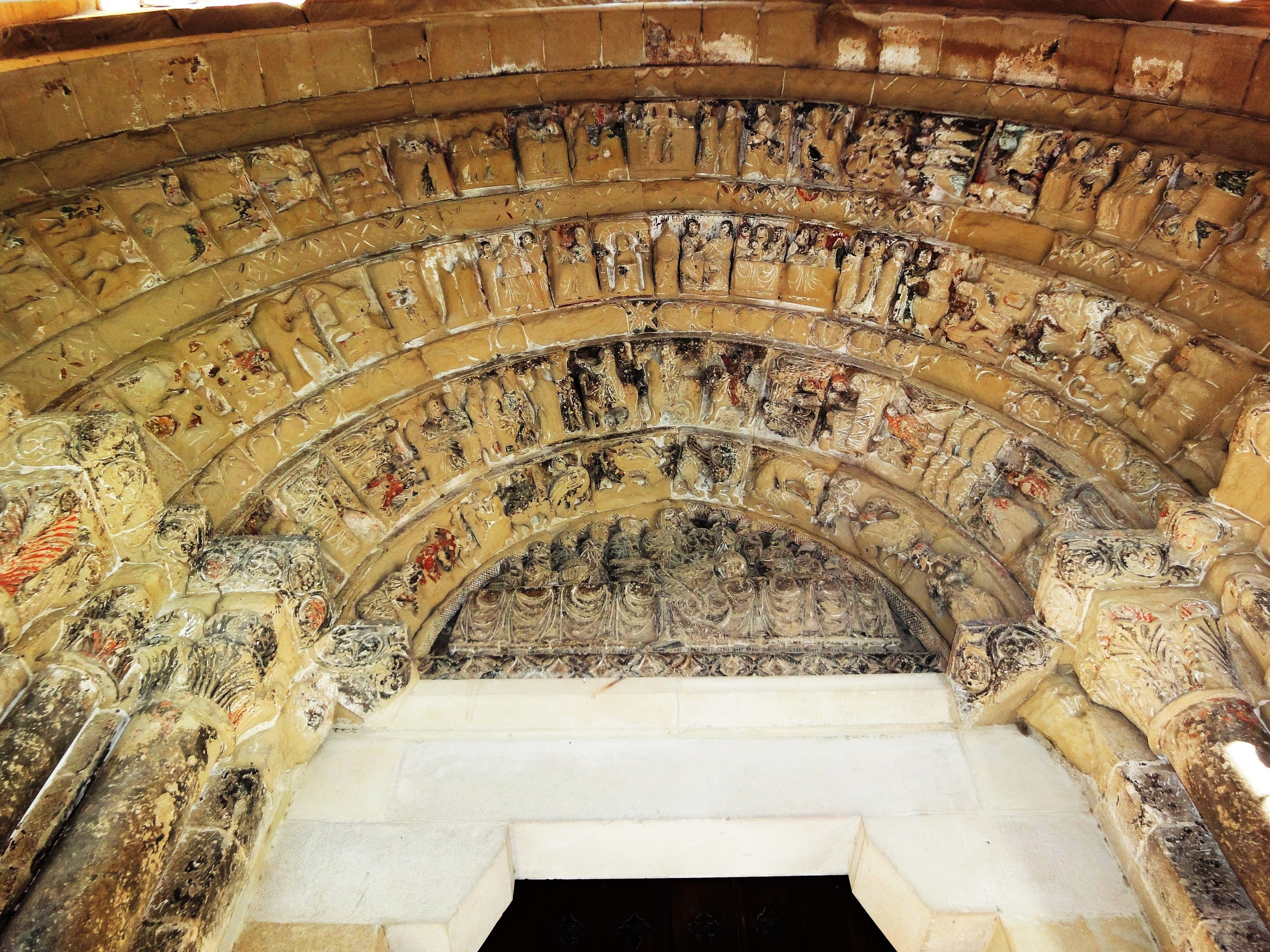
Pórtico norte de la Iglesia de San Salvador (Ejea de los Caballeros, Zaragoza).

Uno de los ejemplos más importante lo encontramos en la isla de Pascua, donde se halló un sistema de escritura llamado Rongo rongo ('gran mensaje'), basado en el uso de signos, por lo que se suele teorizar que se trata de un sistema logográfico-fonético. El misionero francés Eugene Eyraud, en el relato sobre su labor en la isla dijo: “En todas las chozas se encuentran tablillas de madera o bastones cubiertos de jeroglíficos. Son figuras de animales desconocidos en la isla, que los indígenas dibujan con piedras cortantes. Cada figura tiene su nombre, mas el poco caso que hacen de estas tablillas me inclina a pensar que estos caracteres, restos de una escritura primitiva, son ahora para ellos algo que conservan sin tratar de inquirir el sentido.” Para poder leer estas tablillas, se debe empezar por la primera línea, comenzando por la izquierda hasta el final, para luego darle la vuelta y repetir la acción, sucesivamente; tratándose, de esta forma, de un bustrofedon inverso.
En la pórtico norte de la iglesia de San Salvador, en Ejea de los Caballeros (Zaragoza) encontramos en su tímpano una escena que hace mención a la Última cena, también en bustrofedon.
El Código de Gortina (Leyes de Gortina) en Creta, es otro ejemplo de una inscripción escrita en bustrofedon. Datado del siglo V a. C. se trata de la compilación de leyes griegas más extensa que se conoce hasta el momento.

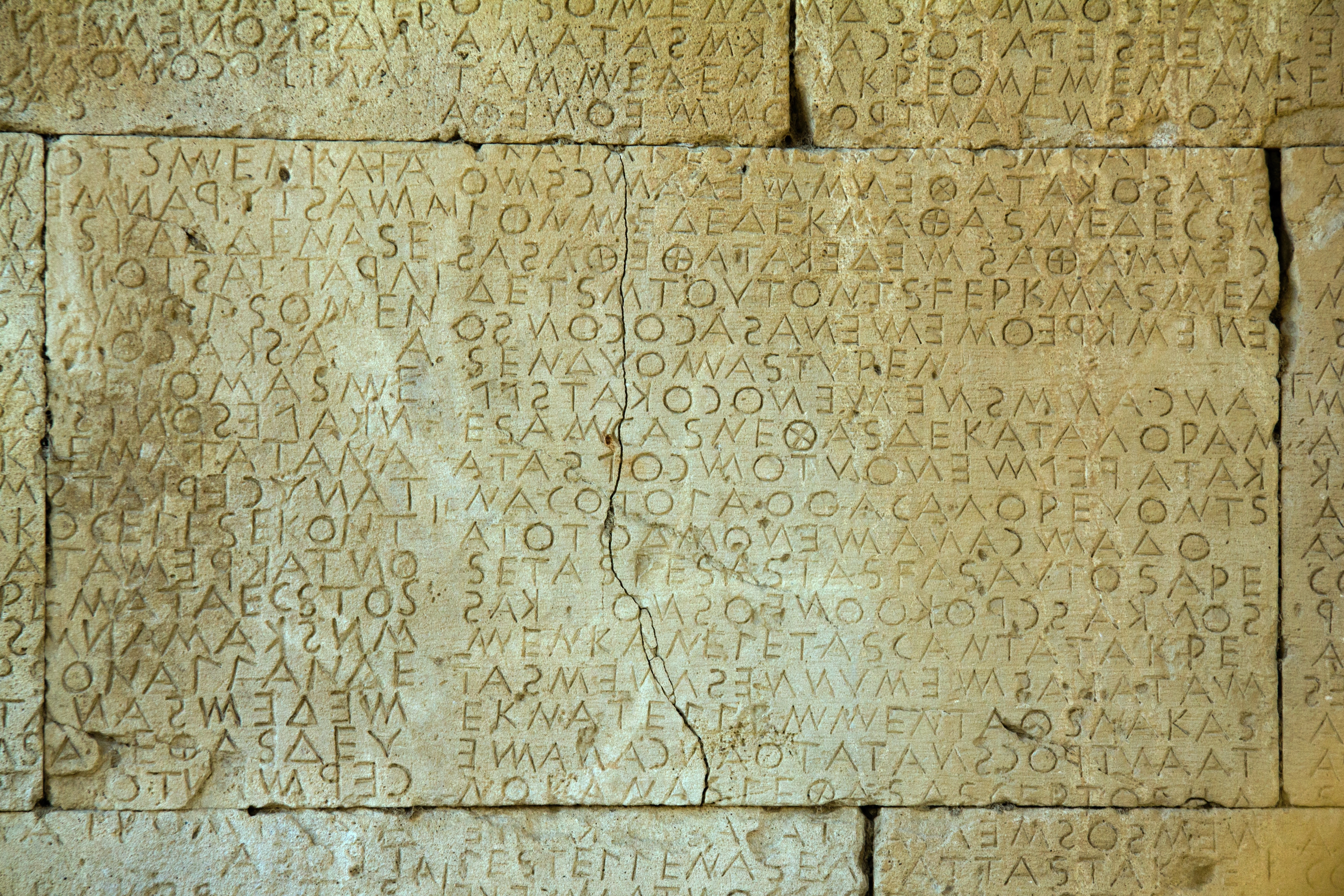
Fragmento de las Leyes de Gortina

## Otros usos
Este término también se utiliza en ocasiones para describir el movimiento de ciertas impresoras matriciales de ordenador en las que, a pesar de que el cabezal imprime en direcciones opuestas alternativamente, el texto resultante no aparece en bustrófedon.
Otro ejemplo de uso moderno es la manera en que se cuentan las piezas de la dentadura humana, utilizando para ello una secuencia en bustrófedon.
También se ha observado algunos casos de niños, ancianos y pacientes con enfermedades mentales que han redactado, de forma espontánea, en bustrofedon.